# Vieira iridea
Vieira iridea är en insektsart som först beskrevs av Olivier 1792.  Vieira iridea ingår i släktet Vieira och familjen guldögonsländor. Inga underarter finns listade i Catalogue of Life.